# Halimah Yacob
Halimah Yacob (Singapur, 23. kolovoza 1954.), singapurska pravnica i političarka i trenutna predsjednica Singapura, prva žena na tom položaju u singapurskoj povijesti. Ujedno je i bila prva predsjednica Singapurskog parlamenta. Do stupanja na predsjedničku dužnost bila je članica centrističke Stranke ljudske akcije.

## Životopis
Rođena je u obitelj oca Indijca i majke Malajke. Otac je bio nadglednik i umro je kada je imala osam godina, zbog čega je teret odgajanja pao isključivo na njezinu majku. 
Pohađala je Singapursku kinesku školu za djevojke, nakon čega je upisala Nacionalno sveučilište Singapura. Na Sveučilištu je diplomirala pravo 1978. godine. Naslov magistrice prava stekla je 2001. godine obranom svoga magistarskog rada. Godine 2016. stekla je počasni doktorat Nacionalnog sveučilišta.

## Vanjske poveznice
- Službene stranice  Arhivirana inačica izvorne stranice od 17. rujna 2017. (Wayback Machine) (engl.)

### Ostali projekti
|  | Zajednički poslužitelj ima stranicu o temi Halimah Yacob |